# Kamjanske
Kamjanske (ukrajinsky Кам'янське, Kamjans’ke; rusky Каменское, Kamenskoje) je průmyslové město na Ukrajině; leží v Dněperské aglomeraci, zhruba 50 km západně od Dnipra, správního centra oblasti. Po administrativně-teritoriální reformě v červenci 2020 patří do nově vzniklého Kamjanského rajónu, do té doby bylo spravováno jako město oblastního významu přímo oblastí. Větší část města se rozkládá na pravém břehu Dněpru, který je severně od města přehrazen přehradou Středodněperské (Dněprodžeržinské) vodní elektrárny. Žije zde přibližně 227 tisíc obyvatel.

## Historie
Město vzniklo na území kozáckých vesnic, které na pravém břehu Dněpru existovaly v 1. polovině 18. století. Byly to vesnice Romankovo (Романкового), Trituznohovo (Тритузного), Kamjanskoho (Кам'янського) a Karnauchivky (Карнаухівки).
Původně kozácká vesnice založená roku 1750, až do začátku roku 1917 nesla název Kamenskoje (Каменское); následně, v souvislosti s povýšením na město, byla přejmenována na Kamenskoj (Каменской; ukrajinsky Кам'янське). Roku 1936 bylo město opět přejmenováno, a to na počest velitele bolševické tajné policie Felixe Dzeržinského na Dněprodzeržinsk (rusky Днепродзержинск; ukrajinsky Дніпродзержинськ, Dniprodzeržynsk). V roce 2016 došlo v rámci tzv. dekomunizace Ukrajiny k přejmenování zpět na Kamjanske.

## Osobnosti
- Leonid Iljič Brežněv (1906–1982), nejvyšší představitel Sovětského svazu v letech 1964–1982
- Halina Romanovová (1918–1944), ukrajinská lékařka a protinacistická odbojářka, oběť nacistického Německa
- Artemij (* 1962), metropolita chabarovský a priamurský
- Hennadij Lytovčenko (* 1963), ukrajinský fotbalový záložník
- Vera Brežněvová (* 1982), ukrajinská pop-rocková zpěvačka a herečka[6]
- Artem Kravec (* 1989), ukrajinský fotbalový útočník

## Partnerská města
- Alčevsk, Ukrajina
- Babrujsk, Bělorusko
- Chimki, Rusko
- Kielce, Polsko
- Temirtau, Kazachstán